# Гем Річардсон
Гем Річардсон (англ. Ham Richardson; 21 серпня 1933 — 5 листопада 2006) — колишній американський тенісист.
Найвищу одиночну позицію світового рейтингу — 3 місце досяг 1956 року (за даними Ленса Тінґея).
Перемагав на турнірах Великого шолома в парному розряді.
Завершив кар'єру 1969 року.

## Фінали турнірів Великого шолома

### Парний розряд: 2 (1–1)
| Результат | Рік  | Турнір        | Покриття | Партнер      | Суперники                  | Рахунок            |
| --------- | ---- | ------------- | -------- | ------------ | -------------------------- | ------------------ |
| Поразка   | 1956 | Чемпіонат США | Трава    | Вік Сайксес  | Лью Гоуд Кен Роузволл      | 6–2, 6–2, 3–6, 6–4 |
| Перемога  | 1958 | Чемпіонат США | Трава    | Алекс Олмедо | Сем Джаммалва Беррі Маккей | 3–6, 6–3, 6–4, 6–4 |